# جدول مدال‌های المپیک تابستانی ۱۸۹۶

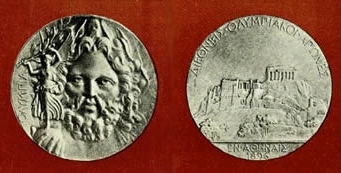
مدال نقره بازی‌های المپیک تابستانی ۱۸۹۶

مدال‌های بازی‌های المپیک تابستانی ۱۸۹۶ آتن از تاریخ ۶ آوریل تا ۱۵ آوریل ۱۸۹۶ میلادی در ۴۳ رویداد، ۹ رشته ورزشی تقسیم شده است، در این دوره از مسابقات ۲۴۱ ورزشکار از ۱۴ کشور جهان شرکت کرده بودند.

## جدول مدال‌ها
| رتبه  | کشور                      | طلا | نقره | برنز | مجموع |
| ۱     | ایالات متحده آمریکا (USA) | ۱۱  | ۷    | ۲    | ۲۰    |
| ۲     | یونان (GRE)               | ۱۰  | ۱۷   | ۱۹   | ۴۶    |
| ۳     | آلمان (GER)               | ۶   | ۵    | ۲    | ۱۳    |
| ۴     | فرانسه (FRA)              | ۵   | ۴    | ۲    | ۱۱    |
| ۵     | بریتانیای کبیر (GBR)      | ۲   | ۳    | ۲    | ۷     |
| ۶     | مجارستان (HUN)            | ۲   | ۱    | ۳    | ۶     |
| ۷     | اتریش (AUT)               | ۲   | ۱    | ۲    | ۵     |
| ۸     | استرالیا (AUS)            | ۲   | ۰    | ۰    | ۲     |
| ۹     | دانمارک (DEN)             | ۱   | ۲    | ۳    | ۶     |
| ۱۰    | سوئیس (SUI)               | ۱   | ۲    | ۰    | ۳     |
| ۱۱    | تیم مختلط (ZZX)           | ۱   | ۰    | ۱    | ۲     |
| مجموع | مجموع                     | ۴۳  | ۴۳   | ۳۶   | ۱۲۲   |